# مستقبل إنترلوكين 3 ألفا
مستقبل إنترلوكين 3 ألفا (IL3RA)، وكذلك يعرف باسم كتلة التمايز 123 (CD123) هو جين بشري.

## الوظيفة
يشفر الجين IL3RA لمستقبل سيتوكين. ويحتوي المستقبل على وحدات ثانوية لإنترلوكين 3 وإنترلوكين 5 وعامل تحفيز المستعمرات 2.

## التفاعلات
أظهر مستقبل إنترلوكين 3 ألفا تفاعلات مع إنترلوكين 3.